# Encarnación
Encarnación is een stad en gemeente (in Paraguay un distrito genoemd) in het uiterste zuidoosten van Paraguay. Het ligt ongeveer 235 km ten zuidoosten van de hoofdstad Asuncion aan de grensrivier Rio Paraná, tegenover de grotere Argentijnse stad Posadas. De twee steden worden verbonden door de moderne San Roque González de Santa Cruz-bru. Encarnación is de hoofdstad van het departement Itapúa en heeft 132.000 inwoners.
De stad werd door jezuïeten gesticht in 1615 en won aan relevantie door de komst van een spoorweg in 1854. Tegenwoordig is de stad gesplitst in twee belangrijke delen - de oude stad aan de rivier en het nieuwere zakengedeelte landinwaarts. Encarnación heeft een gematigder klimaat dan de rest van Paraguay en heeft als bijnaam 'Parel van het Zuiden'.
In de nabijheid liggen de overblijfselen van belangrijke jezuïetenkloosters: Trinidad en Jesus, beide staan op de lijst van Werelderfgoederen van de UNESCO.
De meeste inwoners zijn van Duitse of Spaanse afkomst, hoewel er in de regio ook veel Arabieren, Japanners en Oost-Europeanen wonen.
In 1990 werd de stad de zetel van een rooms-katholiek bisdom.

## Geboren
- Alfredo Stroessner (1912-2006), president van Paraguay en dictator
- Javier Acuña (1988), voetballer

## Galerij

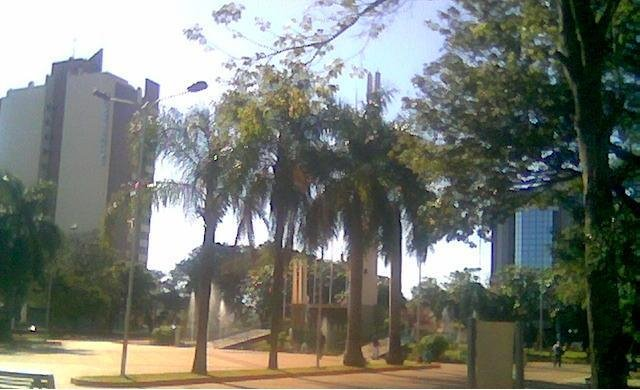
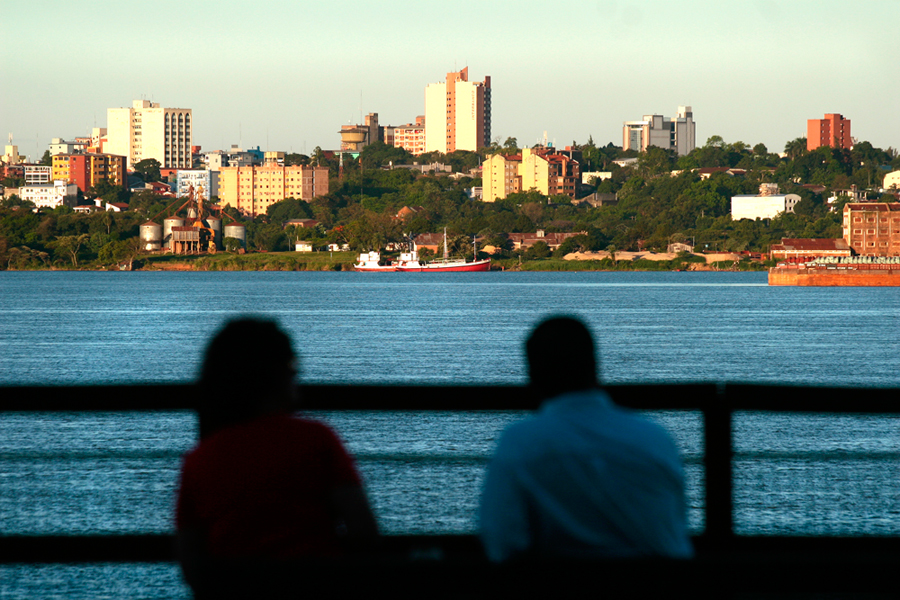
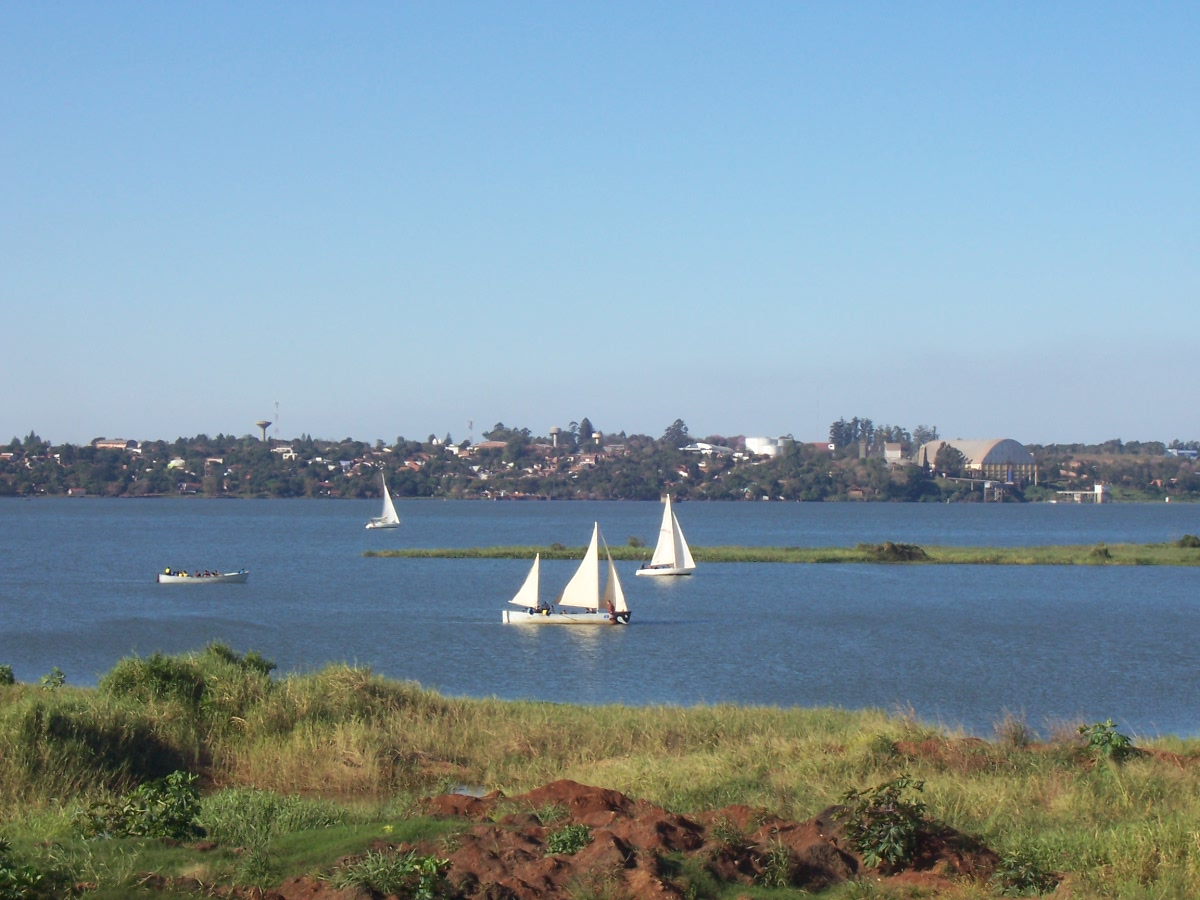
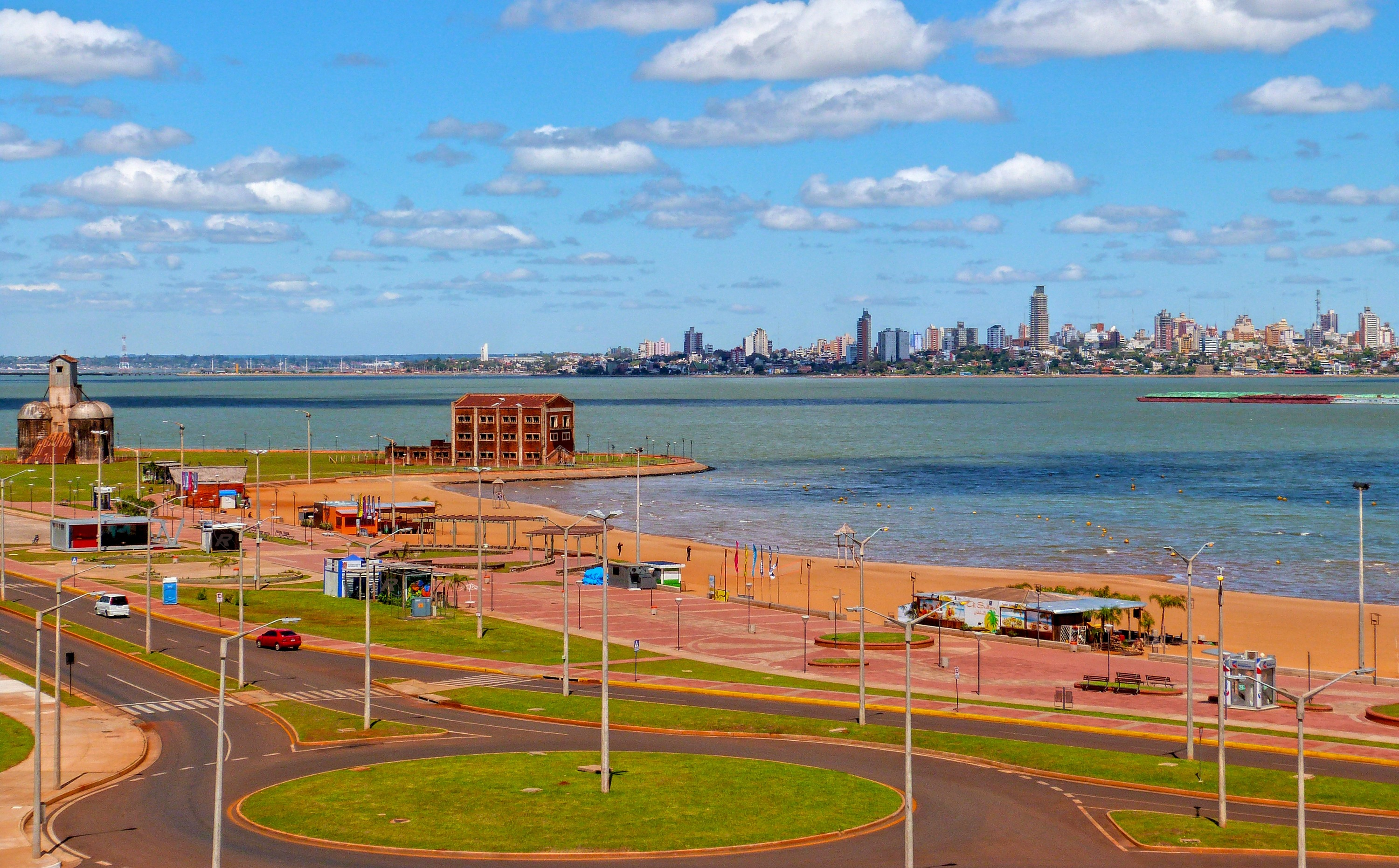
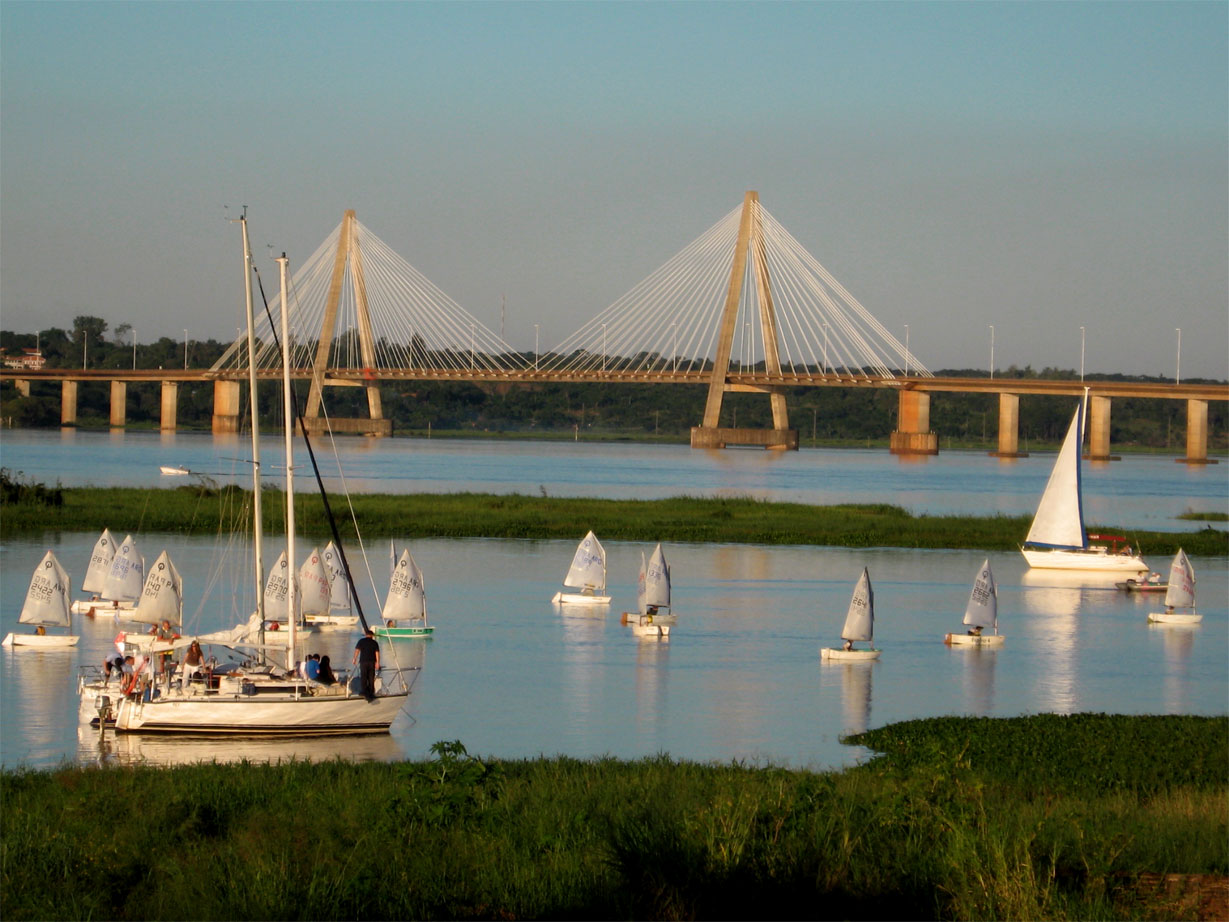
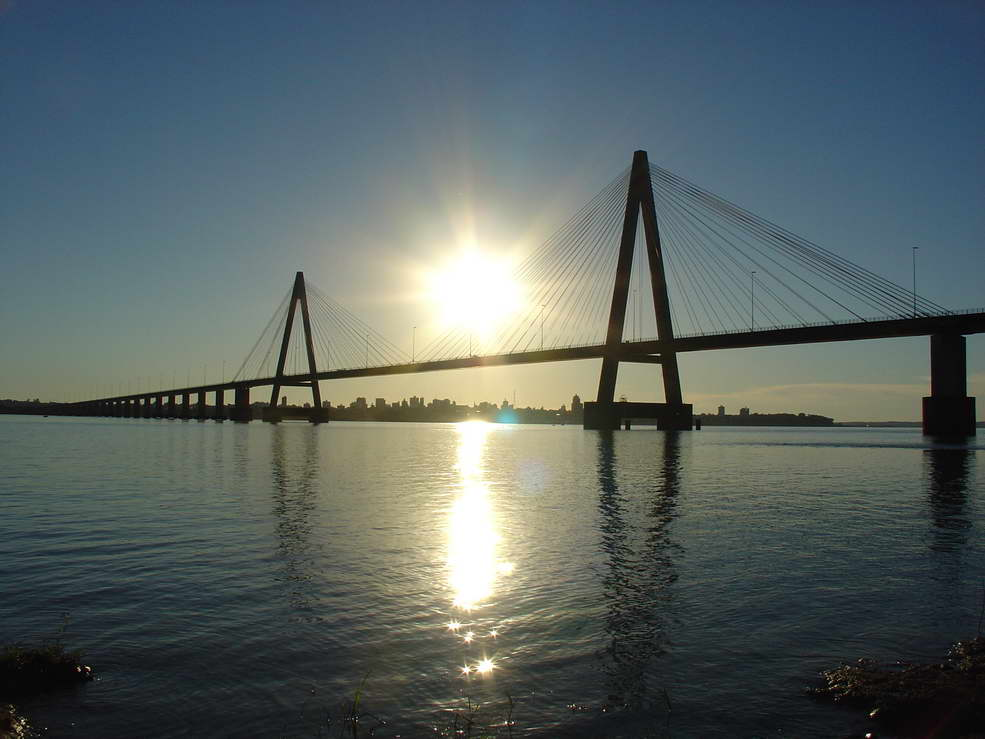

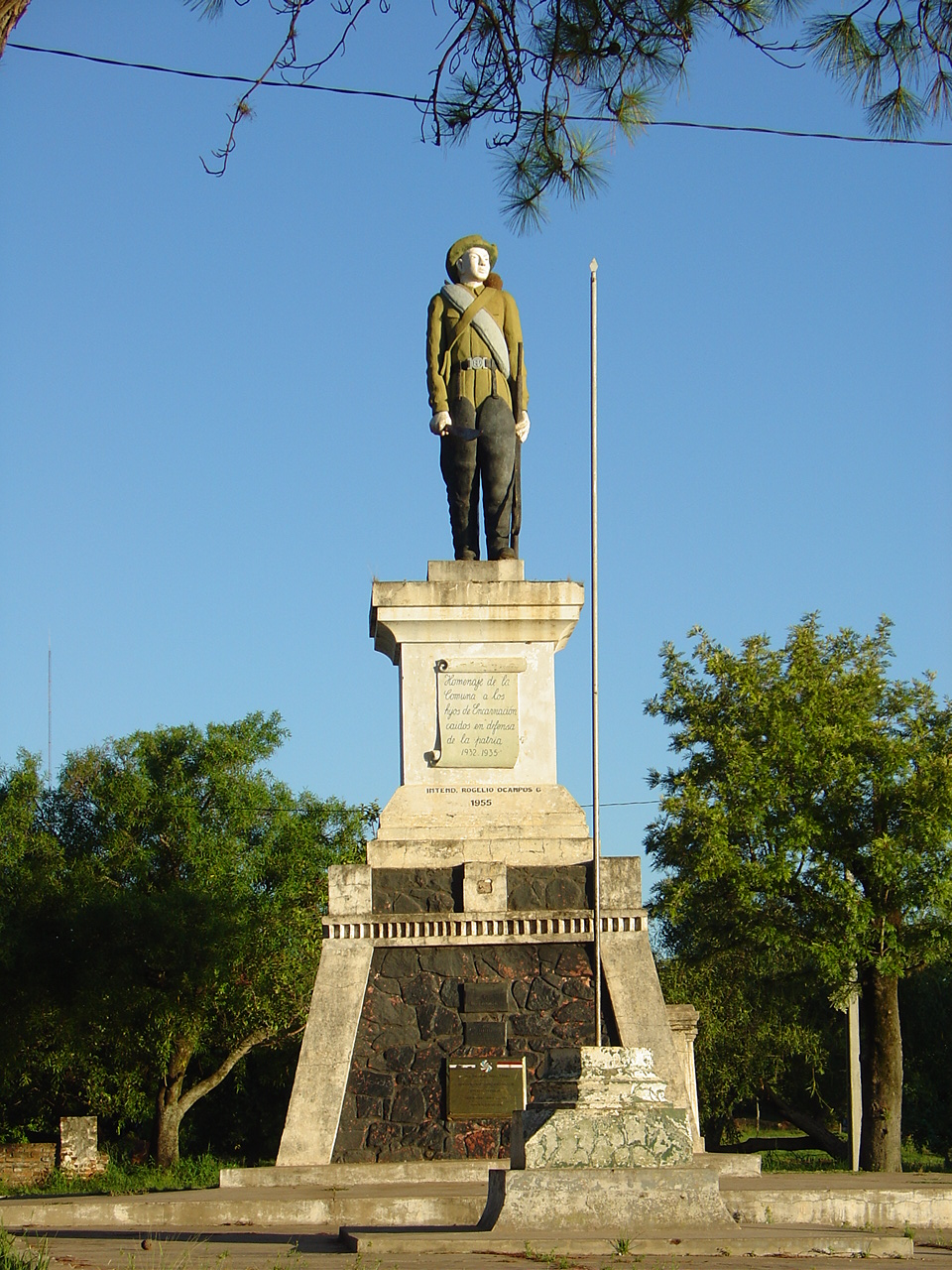
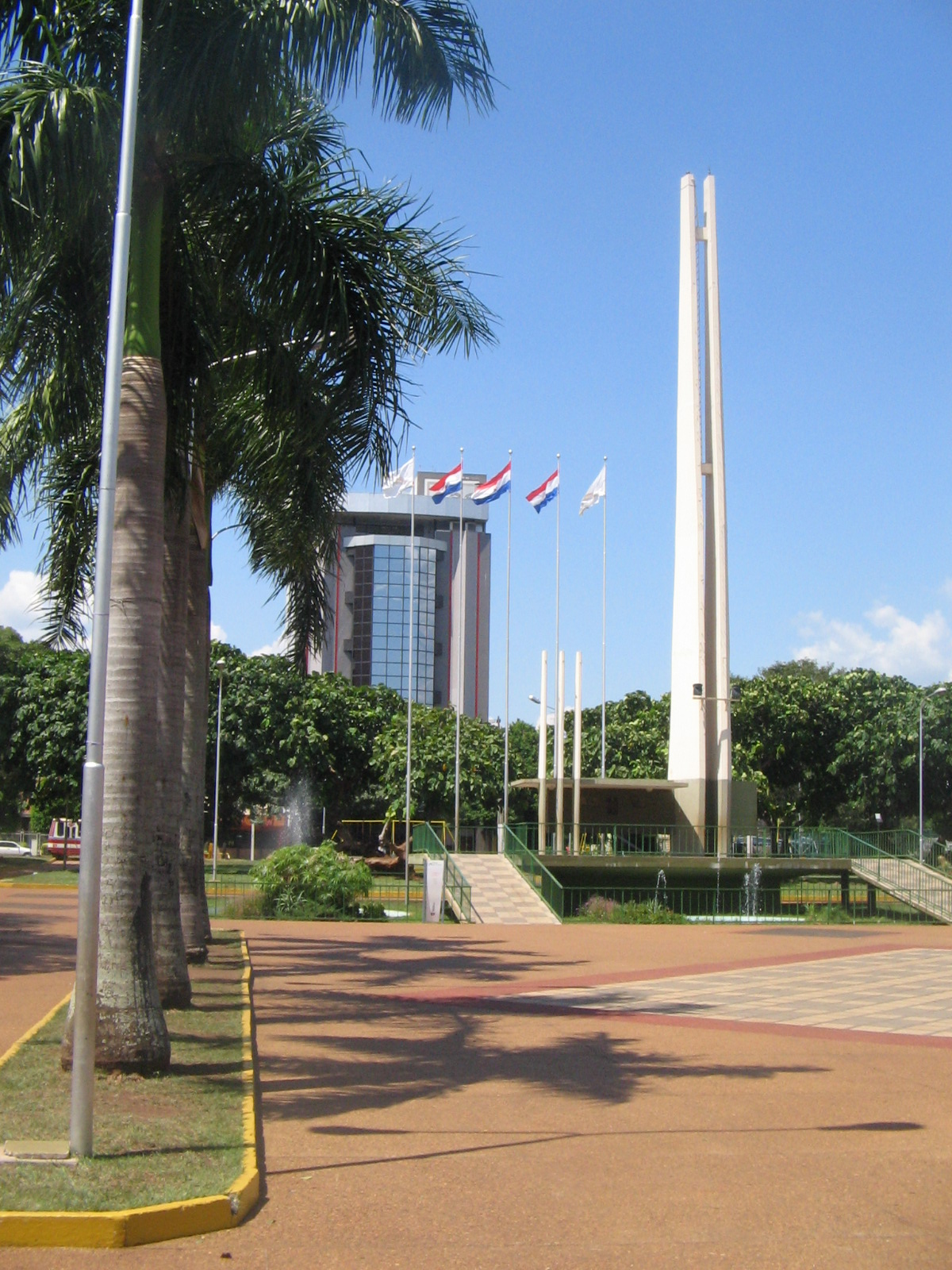